# Mihai Mocanu
Mihai Mocanu, né le 24 février 1942 à Constanța en Roumanie et mort le 18 juin 2009 dans la même ville, était un footballeur international et entraîneur de football roumain.
Il compte 33 sélections en équipe nationale entre 1966 et 1971.

## Biographie

### Carrière de joueur
Avec l'équipe du Petrolul Ploiești, il remporte un titre de champion de Roumanie, et joue trois matchs en Coupe d'Europe des clubs champions.
Avec le club d'Omonia Nicosie, il gagne un titre de champion de Chypre et une Coupe de Chypre.
Il dispute un total de 201 matchs en première division roumaine, pour 6 buts inscrits.

### Carrière internationale
Il compte 33 sélections avec l'équipe de Roumanie entre 1966 et 1971.
Mihai Mocanu est convoqué pour la première fois par le sélectionneur national Ilie Oană pour un match amical contre l'Allemagne de l'Ouest le 1er juin 1966 (défaite 1-0). Il reçoit sa dernière sélection le 22 septembre 1971 contre la Finlande (victoire 4-0).
Il participe à la Coupe du monde de 1970, compétition lors de laquelle il joue trois matchs : contre l'Angleterre, la Tchécoslovaquie, et enfin le Brésil.

## Palmarès
- Avec le Petrolul Ploiești :
  - Champion de Roumanie en 1966

- Avec l'Omonia Nicosie :
  - Champion de Chypre en 1974
  - Vainqueur de la Coupe de Chypre en 1974